# Charlotta Amalia von Nassau-Dillenburg

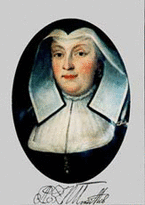
Charlotta Amalia von Nassau-Dillenburg, Gemahlin des Fürsten Wilhelm Heinrich von Nassau-Usingen (1684–1718)

Charlotta Amalia von Nassau-Dillenburg (* 13. Juni 1680 auf Schloss Dillenburg; † 11. Oktober 1738 auf Schloss Biebrich) war durch Heirat Fürstin von Nassau-Usingen.

## Leben

### Herkunft und Familie
Charlotta Amalia wurde als Tochter des Fürsten Heinrich von Nassau-Dillenburg und dessen Gemahlin Dorothea Elisabeth von Brieg (1646–1691, Tochter des Herzogs Georg III.von Brieg) geboren. Am 15. April 1706 heiratete sie den Fürsten Wilhelm Heinrich von Nassau-Usingen, mit dem sie neun Kinder hatte. Fünf Kinder verstarben bereits im ersten Lebensjahr.
- Franziska Dorothea (1707–1750)
- Karl (1712–1775), Fürst von Nassau-Usingen
- Hedwig Henriette (1714–1786), Kanonissin im Stift Herford
- Wilhelm Heinrich (1718–1768), Fürst von Nassau-Saarbrücken

### Wirken
Nach dem Tod ihres Mannes übernahm Charlotta Amalia im Jahre 1718 die Vormundschaftsregierung, bis ihr Sohn Karl 1733 als Nachfolger seines Vaters die Regentschaft in Nassau-Usingen antreten konnte. Georg August zu Nassau-Idstein, der Mitvormund, hatte versucht, durch Schuldforderungen Herrschaftsansprüche geltend zu machen, was ihm aber misslang. Nach seinem Tod fiel Nassau-Idstein an Nassau-Saarbrücken und Nassau-Ottweiler; nach deren Aussterben 1728 erbte Nassau-Usingen die Territorien. Im selben Jahr errichtete sie in Idstein ein Zentralarchiv und zwölf Jahre später eine Bibliothek in Usingen, aus der später die Landesbibliothek Wiesbaden hervorgegangen ist. Charlotta war literarisch sehr interessiert, führte aber wegen der hohen Staatsverschuldung ein bescheidenes Leben.
Charlotta Amalia fiel die Aufgabe zu, die Verwaltung der durch die Erbfolge entstandenen unterschiedlichen Landesteile zu vereinheitlichen. 1730 reformierte sie mit der Schul- und Konfirmationsordnung das Volksschulwesen. Sie führte die ganzjährige Schulpflicht ein und stärkte den naturwissenschaftlichen Unterricht im Sinne der Frühaufklärung. 1732 erließ sie eine äußerst restriktive Judenordnung.
Es gelang ihr nicht, trotz der Berufung qualifizierter Beamter, wegen der knappen wirtschaftlichen Ressourcen die Staatsverschuldung abzubauen.
Der Arzt und Schriftsteller Daniel Wilhelm Triller, der auch von anderen Regenten umworben wurde, war an ihrem Hof tätig.
Sie engagierte den Baumeister Friedrich Joachim Stengel, den sie mit der Erweiterung des Schlosses Biebrich und des Schlosses Usingen beauftragte.
Das Fürstentum wurde am 23. Dezember 1735 unter ihren Söhnen geteilt. Der für großjährig erklärte und verheiratete Karl erhielt das rechtsrheinische Nassau-Usingen, während der noch minderjährige Wilhelm Heinrich das linksrheinische Nassau-Saarbrücken erhielt. Die Fürstin behielt die Regentschaft über die saarbrückischen Lande bis zu ihrem Ableben. Danach übernahm Karl die Landesverwaltung für weitere zwei Jahre, bis sein Bruder Wilhelm Heinrich, durch Altersdispensation ermächtigt, die Regierung selbst antrat.
Gegen Ende ihres Lebens hielt sie sich meistens in Biebrich auf. Sie fand in der Fürstengruft der Laurentiuskirche Usingen ihre letzte Ruhestätte.